# Deportes Savio Fútbol Club
O Deportes Savio Fútbol Club é um clube de futebol hondurenho sediado em Santa Rosa de Copán
Foi fundado em 1964 como Atlético Lempira. Ganhou o atual nome em 1995, e cinco anos depois obteve o acesso à Liga Nacional de Fútbol de Honduras, onde joga desde a temporada 2007-08.
Seu estádio, o Sergio Antonio Reyes, possui capacidade de 3 mil lugares.

## Uniforme
- Uniforme titular: Camisa vermelha com mangas e listras verticais pretas, calção vermelho e meias vermelhas;
- Uniforme reserva: Camisa azul-celeste com mangas brancas, calção azul-celeste e meias azul-celeste;
- Terceiro uniforme: Camisa preta com a parte superior e a manga esquerda em vermelho, calção preto e meias vermelhas.

### Nacionais
- Liga Nacional de Ascenso de Honduras: 3 vezes (1999-00, 2004-05 - Apertura, 2006-07 - Apertura)